# شيزاف رفائيلي

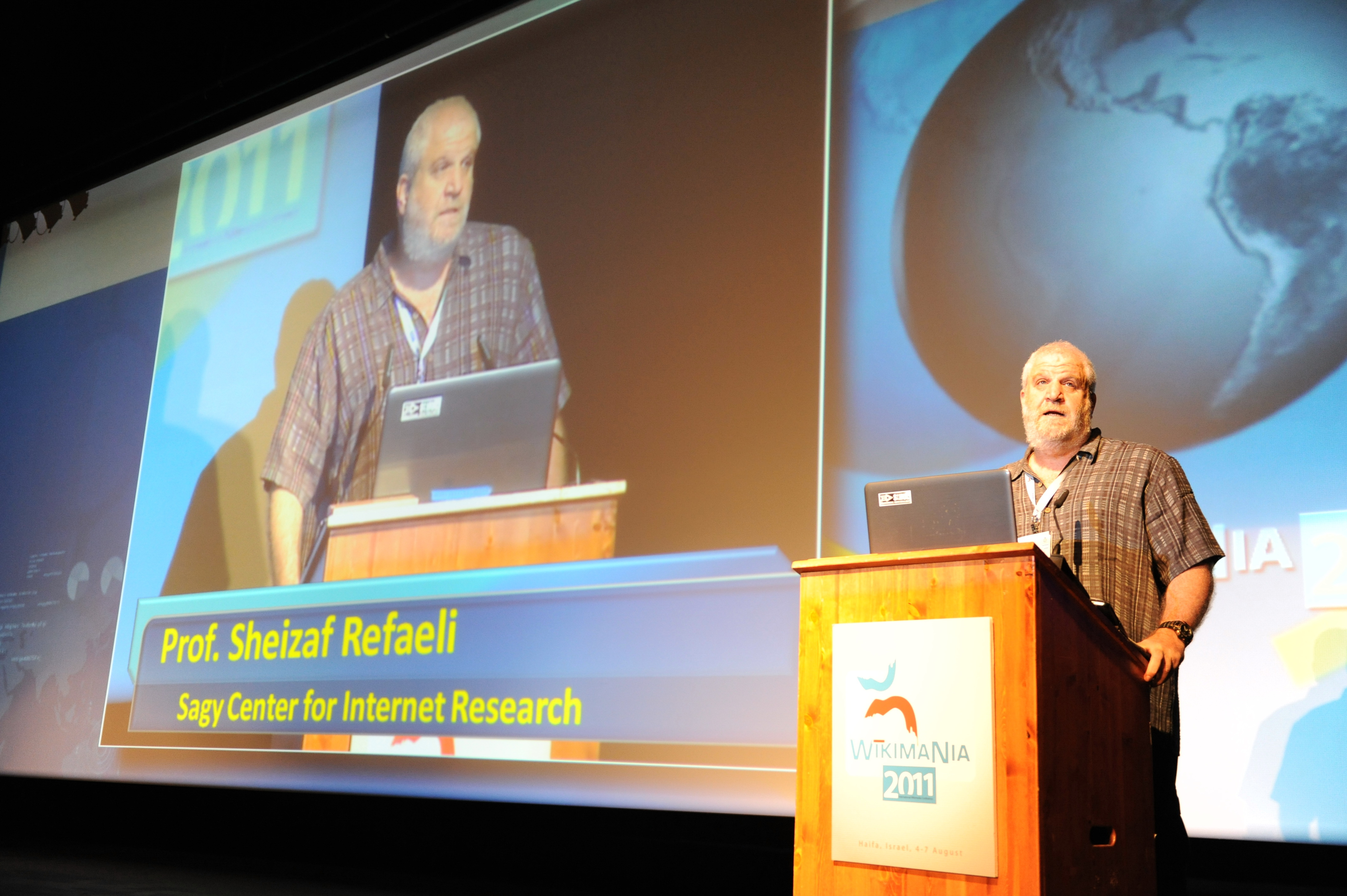
ريفائيلي استضافة حفل افتتاح مؤتمر "ויקימניה 2011"

بروفيسور شيزاف ريفائيلي  (ولد في 7 يونيو 1955م)، رائد في مجال الإنترنت في إسرائيل، باحث ومحاضر في نظم المعلومات، الاتصالات بوساطة الكمبيوتر، إدارة المعرفة والمعلومات. ريفائيلي هو رئيس مركز تطوير استكشاف الإنترنت (سابقا مركز البحوث حول مجتمع المعلومات)، باحث كبير في معهد صموئيل نأمان وكاتب عمود في وسائل الإعلام الإسرائيلية. بين السنوات 2005–2011 شغل منصب مدير كلية الإدارة في جامعة حيفا. نشر عمله العلمي في مئات المقالات والمجلات وقام بكتابة العديد من الكتب. مساهماته العلمية الرئيسية تتعامل مع مسائل التفاعل مع المستخدم، دراسة الشبكات، قيمة المعلومات، تبادل المعلومات وتسرب المعلومات، تعدد المهام والمجتمعات الافتراضية.

## السيرة الذاتية
ريفائيلي ولد في ماجان مايكل. وهو ابن اليعازر ريفائيلي و دبورا رفائيلي، ابنة ليفي اشكول. درس في مدرسة العلوم حيفا. خدم في الجيش الإسرائيلي في وحدات مختلفة، واستمر في الخدمة كضابط دبابات، وقائد سرية من الدبابات.
ريفائيلي هو محاضر من الدرجة الأولى في جامعة حيفا، حاصل على درجة الماجستير من جامعة ولاية أوهايو (OSU) ودرجة الماجستير والدكتوراة من جامعة ستانفورد. تلقى تعيين كمحاضر فيالجامعة العبرية في القدس وفي جامعة ستانفورد في كاليفورنيا وفي جامعة ميشيغان في الولايات المتحدة وجامعة سيدني فيأستراليا.
في الثمانينات والتسعينات من القرن العشرين، شغل منصب محاضر في مدرسة إدارة الأعمال في الجامعة العبرية. يدرس كأستاذ زائر في جامعات ولاية أوهايو، كاليفورنيا (بيركلي), فرجينيا، ميشيغان في الولايات المتحدة، كلية الاقتصاد، CIIM في مركز متعدد التخصصات في مدينة هرتسليا في الجامعة المفتوحة في إسرائيل التخنيون.
ريفائيلي شارك في إنشاء عدد من المشاريع المشتركة في مجال الإنترنت في إسرائيل وفي جميع أنحاء العالم، بما في ذلك المجلات العلمية، مواقع على الإنترنت، تبادل المعارف المفيدة على شبكة الإنترنت وإدارتها على أساس فيكي وألعاب الكمبيوتر التعليمية والأهداف التنظيمية.
ريفائيلي يعمل في مجال الاستشارات للجهات الحكومية والهيئات الدولية، بما في ذلك وزارات الخارجية، وزارة التجارة والصناعة ومنظمة اليونسكو. وهو عضو في لجان تحرير العديد من المجلات العلمية  ومدير العديد من الشركات لصالح العام والمنظمات غير الربحية، بما في ذلك خدمة المواطن.
تبنى مبدأ تقليص الفجوة الرقمية في المجتمع الإسرائيلي، وهو عضو المجلس التنفيذي لجمعية ويكيميديا إسرائيل.
شيزاف ريفائيلي يعمل أيضا في مركز التميز للبحوث التعلمية في عصر المعلومات (Url).
ريفائيلي يعيش في حيفا، متزوج المحاضرة «عنات ريفائيلي» والدة لثلاثة أطفال.

## المنشورات
في 1989م نشر جنبا إلى جنب مع «شلما لزر» كتاب «لوتس 3-2-1»، الذي كان من الكتاب الرواد في مجال ورقة e - في اللغة العبرية. هو خالق برنامج تحليل البيانات الإحصائية وكتاب التعلم المصاحبة لهذا البرنامج، «القزم».
في عام 1995م أسس وحرر المجلة العلمية في مجال الاتصالات  بوساطة الكمبيوتر «مجلة الكمبيوتر بوساطة الاتصالات»، واحدة من أول المجلات العلمية الرائدة في مجال عمله، والتي  نشرت في طبعة الإنترنت فقط دون المجلات الأخرى المطبوعة. ومحتوياتها كانت مفتوحة للجميع في الوصول الحر.
على مر السنين، كتب أعمدة أسبوعية لمختلف المواضيع في مجلس الأعمال «غلوب» و«calcalist»، صحيفة «هآرتس» موقع إخباري موقع ynetعلى شبكة الإنترنت. كتب وحرر عددا من الكتب، بما في ذلك المدارس والمجتمعات الافتراضية «شبكة NetPlay» ، وعشرات من المقالات العلمية.
نشرت سلسلة من 24 المحاضرات المسجلة بودكاست تحت عنوان «الحاسوب وشبكة المعلومات: رحلة راديو بين التكنولوجيا والثقافة والاقتصاد».
جنبا إلى جنب مع «دافني ربان» خلق محاكاة لعبة الأعمال: «عصير الليمون».
ريفائيلي يعمل في مجال استكشاف الثقافة والأعمال التجارية والمنظمات في الرقمية.

## الجوائز
ريفائيلي فاز بجائزة  إيرا في عام 1985م. على العمل ونظم العمل على الإنترنت، كان شريك في الوسم «الملائكة على الإنترنت» في الأعوام 2005م–2008م.

## وصلات خارجية
- ويكيميديا كومنز 
- الصفحة الرئيسية لشيزاف
- موقع مركز الأبحاث على الإنترنت.
- شيزاف ريفائيلي - جميع الأعمدة على موقع calcalist
- شيزاف ريفائيلي: هل هناك استجابة المشاكل التكنولوجية وفرة من المعلومات؟ , محاضرة في المؤتمر الاستخدام العالمي فيالجامعة المفتوحة، تشرين الثاني / نوفمبر 2010 قالب:סרטונים
- شيزاف ريفائيلي: الشبكة الرقمية الثورة المادية؟ , محاضرة في مركز ديان في جامعة تل أبيب، آذار / مارس 2011 قالب:סרטונים
- شيزاف ريفائيلي «منغوتنبرغ إلىزوكربيرج» - الشبكات الاجتماعية ، محاضرة ودية  WIS, يوليو 10, 2013 قالب:סרטונים
- عوديد يارون،قالب:עכבר העירالمدينة الماوسقالب:עכבר העיר
- قالب:חשופים

## الحواشي
قالب:הערות שוליים